# Alexandru Epureanu
Alexandru Epureanu (Kišinjev, 27. rujna 1986.) bivši je molavski nogometaš koji je igrao na poziciji braniča.

## Klupska karijera
Epureanu je postao član Sheriff Tiraspola u ljeto 2004. godine.
Proglašen je moldavskim nogometaš 2007., 2009., 2010. i 2011.  godine. Iz Tiraspola je otišao u FC Moskvu i Dinamo Moskvu. U Rusiji je igrao još za PFK Krylja Sovjetov iz Samare i FK Anži iz Mahačkale. Epureanu se smatra najvrednijim moldavskim nogometašem.

## Reprezentativna karijera
Golovi Alexandru Epureanua za Moldavsku nogometnu reprezentaciju.
| #  | datum               | mjesto                                        | protivnik  | gol | rezultat | natjecanje                |
| -- | ------------------- | --------------------------------------------- | ---------- | --- | -------- | ------------------------- |
| 1. | 24. ožujka 2007.    | Stadion Zimbru, Kišinjev                      | Malta      | 1:1 | 1:1      | Kvalifikacije za EP 2008. |
| 2. | 12. kolovoza 2009.  | Stadion Republikanski Vazgen Sargsyan, Erevan | Armenija   | 4:1 | 4:1      | prijateljska              |
| 3. | 3. ožujka 2010.     | Antalya Atatürk Stadion, Antalya              | Kazahstan  | 1:0 | 1:0      | prijateljska              |
| 4. | 16. listopada 2012. | Stadio Olimpico, Serravalle                   | San Marino | 2:0 | 2:0      | Kvalifikacije za SP 2014. |
| 5. | 5. ožujka 2014.     | Estadi Comunal d'Andorra la Vella, Andora     | Andora     | 1:0 | 3:0      | prijateljska              |
| 6. | 5. ožujka 2014.     | Estadi Comunal d'Andorra la Vella, Andora     | Andora     | 3:0 | 3:0      | prijateljska              |
| 7. | 12. listopada 2014. | Spartak Arena, Moskva                         | Rusija     | 1:1 | 1:1      | Kvalifikacije za EP 2016. |

## Vanjske poveznice
- (engl.) Alexandru Epureanu National-Football-Teams.com